# 陆军第十七镇
陆军第十七镇，是清末新政军队现代化改革之后的新建陆军编制中的镇之一，规模相当于现在的师。第十七镇驻四川省成都府等地。
辛亥革命时，响应革命，宣布四川独立。当时其统制是朱庆澜，正参谋官程潜，郭松龄是第六十八标第二营营长。